# Macrochiridothea mehuinensis
Macrochiridothea mehuinensis là một loài chân đều trong họ Chaetiliidae. Loài này được Jaramillo miêu tả khoa học năm 1977.